# Thomas Knyvet

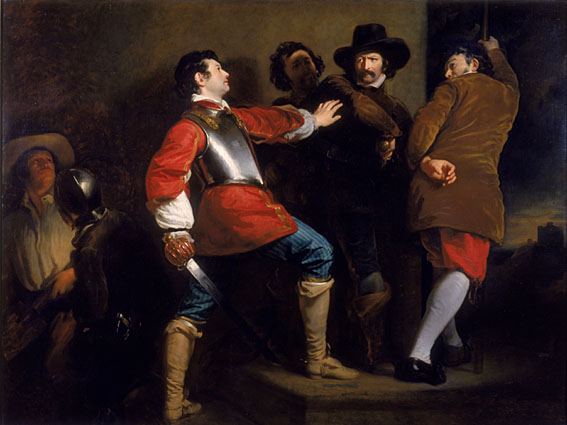
La découverte du complot des poudres à canon et la prise de Guy Fawkes (c. 1823) par Henry Perronet Briggs ; Knyvet porte la cuirasse

Thomas Knyvet, 1er baron Knyvet ( /n ɪ v ɪ t / ; ou Knevytt, Knyvett, Knevett, Knevitt ; 1545 - 27 juillet 1622) est un courtisan anglais et député qui joue un rôle dans l'échec du complot des poudres.

## Famille
Thomas Knyvet est le deuxième fils d'Henry Knyvet de Charlton, Wiltshire, et d'Anne Pickering, fille de Christopher Pickering de Killington, Westmorland. Sa nièce, Catherine Knyvet, est mariée à Thomas Howard, 1er comte de Suffolk. Le 21 juillet 1597, Knyvet épouse Elizabeth Hayward, la fille de Rowland Hayward et veuve de Richard Warren de Claybury, Essex.

## Carrière
Knyvet fréquente le Jesus College de Cambridge. Il est un gentilhomme de la chambre privée de la reine Elizabeth Ire, et en 1592 est nommé maître d'armes. Il est élu député de Thetford en 1601. Il est directeur de la Monnaie royale de 1599 à 1621. Il obtient le manoir de Stanwell en 1603 et est anobli en 1604.

### Joyaux de la reine Elizabeth
En décembre 1603 et janvier 1604, Knyvett reçoit des commandes du roi Jacques Ier concernant des bijoux ayant appartenu à la reine Elizabeth. la veille de Noël 1603, il apporte à Hampton Court des coffres de bijoux qu'il a conservés au palais de Westminster sur les instructions de la reine Elizabeth. Quatre coffres ont été sous la responsabilité de Katherine Howard, comtesse de Nottingham. Les autres boîtes sont ouvertes et les bijoux examinés. Après discussion avec George Home, Roger Aston, et le comte de Nottingham, quelques bijoux sont envoyés aux orfèvres John Spilman et William Herrick pour expertise, avec un coffret en ivoire, et un "grand verre riche serti de diamants, rubis, émeraudes et perles, faite sous la forme d'une femme sur un pilier ou un boîtier tenant une horloge avec divers mouvements" apportée de la Tour de Londres. Knyvett apporte également certains des bijoux de l'ancienne reine à Peter Vanlore pour les échanger contre une nouvelle pièce avec un grand rubis de table et deux grands diamants en losange.

### Conspiration des poudres
Knyvet est l'intervenant le plus actif pour déjouer le complot des poudres. Dans la soirée du 26 octobre 1605, le catholique Lord Monteagle reçoit une lettre anonyme l'avertissant de rester à l'écart du Parlement lors de l'ouverture et de « se retirer dans votre contee d'où vous pouvez attendre l'événement en toute sécurité pendant ... ils recevront un coup terrible ce parlement ». La lettre de Monteagle est montrée au roi Jacques. Le roi ordonne à Knyvet de mener une perquisition dans les caves sous le Parlement, qu'il effectue avec Edmund Doubleday aux premières heures du 5 novembre. Guy Fawkes est arrêté par Knyvet alors qu'il quitte la cave peu après minuit. A l'intérieur, les barils de poudre à canon sont découverts cachés sous des tas de bois de chauffage et de charbon.

### Princesse Marie
Après avoir déjoué le complot, Knyvet est chargé de l'éducation de l'éphémère princesse Mary. Par l'octroi royal d'une pairie, il entre à la Chambre des lords en tant que baron Knyvet d'Escrick, Yorkshire en 1607. Il est nommé conseiller privé, membre du conseil de la reine Anne et directeur de la Monnaie. En 1613, le manoir de Staines lui est concédé en pleine propriété.
Il a une querelle de longue date avec Edward de Vere, 17e comte d'Oxford. La nièce de Knyvet, Anne Vavasour, est la maîtresse du comte et, le 21 mars 1581, enfante son fils illégitime, Edward Vere. À une occasion, Knyvet blesse Oxford, apparemment à la jambe.[réf. nécessaire]
Lorsque Lord Knyvet meurt en juillet 1622, son testament prévoit la fondation d'une école gratuite à Stanwell - l'école Lord Knyvet est fondée en 1624. Une effigie de lui et de sa femme figure dans le chœur de l'église paroissiale St Mary de Stanwell.

## Knyvet House
Knyvet occupe comme maison de ville londonienne la première maison connue sur le site du 10 Downing Street, la résidence moderne du Premier ministre britannique, dans un grand immeuble en bois et en brique avec un jardin en forme de L. Il lui est loué pour la première fois en 1581 par la reine Elizabeth I, date à laquelle il est connu sous le nom de Knyvet House, et son bail à vie est prolongé en 1604 pour s'étendre à ses héritiers.
Knyvett construit de nouveaux logements pour les femmes de la maison de la princesse Mary en 1605 et il supervise les améliorations apportées à St James's Park.
La maison passe à sa nièce, Elizabeth Hampden, tante d'Oliver Cromwell, et de son vivant elle adopte son nom de famille. Après l'expiration du bail sur Hampden House en 1682, George Downing réaménage le site et les locaux attenants[réf. nécessaire].